# Kranj
Kranj (tyska Krainburg) är en ort och kommun i övre Krain, i Slovenien, med 54 308 invånare (30 juni 2008) i hela kommunen, vilket gör den till landets tredje folkrikaste  .
Stadens namn kan härledas till den keltiska stammen Carni som levde i området. Romarna grundade den befästa bosättningen Carnium på klippiren ovan sammanflödet av floderna Sava och Kokra. Under 500-talets första hälft styrdes bosättningen av ostrogoter och langobarder, innan de slaviskspråkiga förfäderna till slovenerna intog staden år 580, samma år som merparten av langobarderna lämnade regionen och tågade in i Italien. Under tidiga medeltiden (1000-talet), innan Ljubljana fått ställning som Krains huvudstad, var Kranj säte för Krains markis. Staden fick stadsrättigheter 1256 och skadades av den stora Friuli-jordbävningen 1348 . Vid mitten av 1500-talet hade merparten av borgarna konverterat till protestantism och en skola i vilken det undervisades på modersmålet slovenska istället för latin grundats. Reformationen i Kranj leddes av Gašpar Rokavec och Jernej Knafel. Jernej tvingades fly staden under motreformationen.
På 1500-talet var tillverkningen av såll av hästtagel stor i Kranj och sållen exporterades, bl.a., till Tyskland, Belgien och Frankrike. En lågkonjunktur inträdde 1600-talet, med betydande utflyttning från stan. Ekonomin återhämtade sig på 1700-talet. Staden har idag betydande elektronik- och gummiindustri (Goodyear Dunlop Sava Tires) och tills nyligen textilindustri.

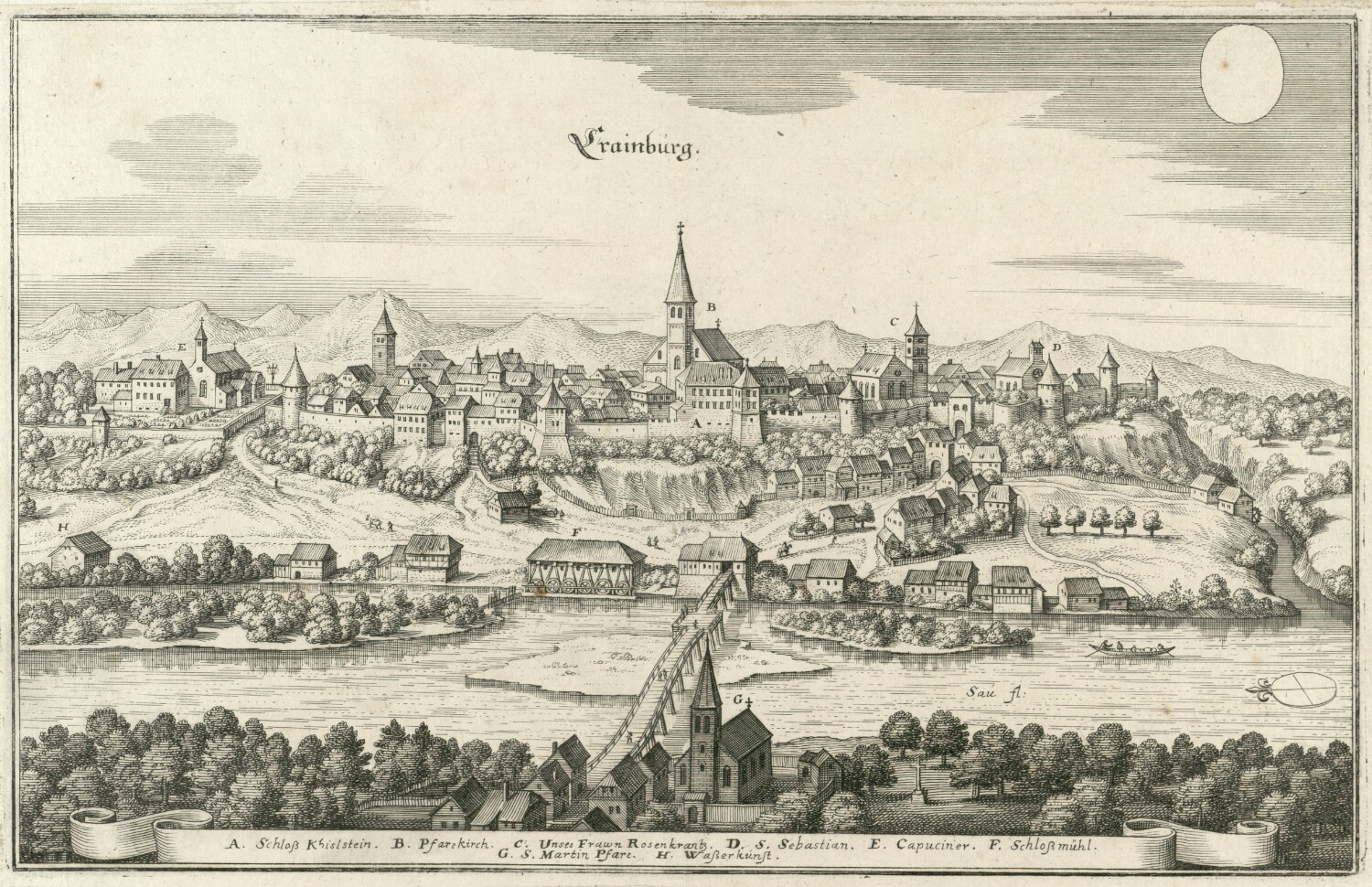
Kranj 1679 på kopparstick i Matthäus Merians bok Topographia Provinciarum Austriacarum. Kopparsticket visar tydligt stadens topografi, på den befästa klippiren.
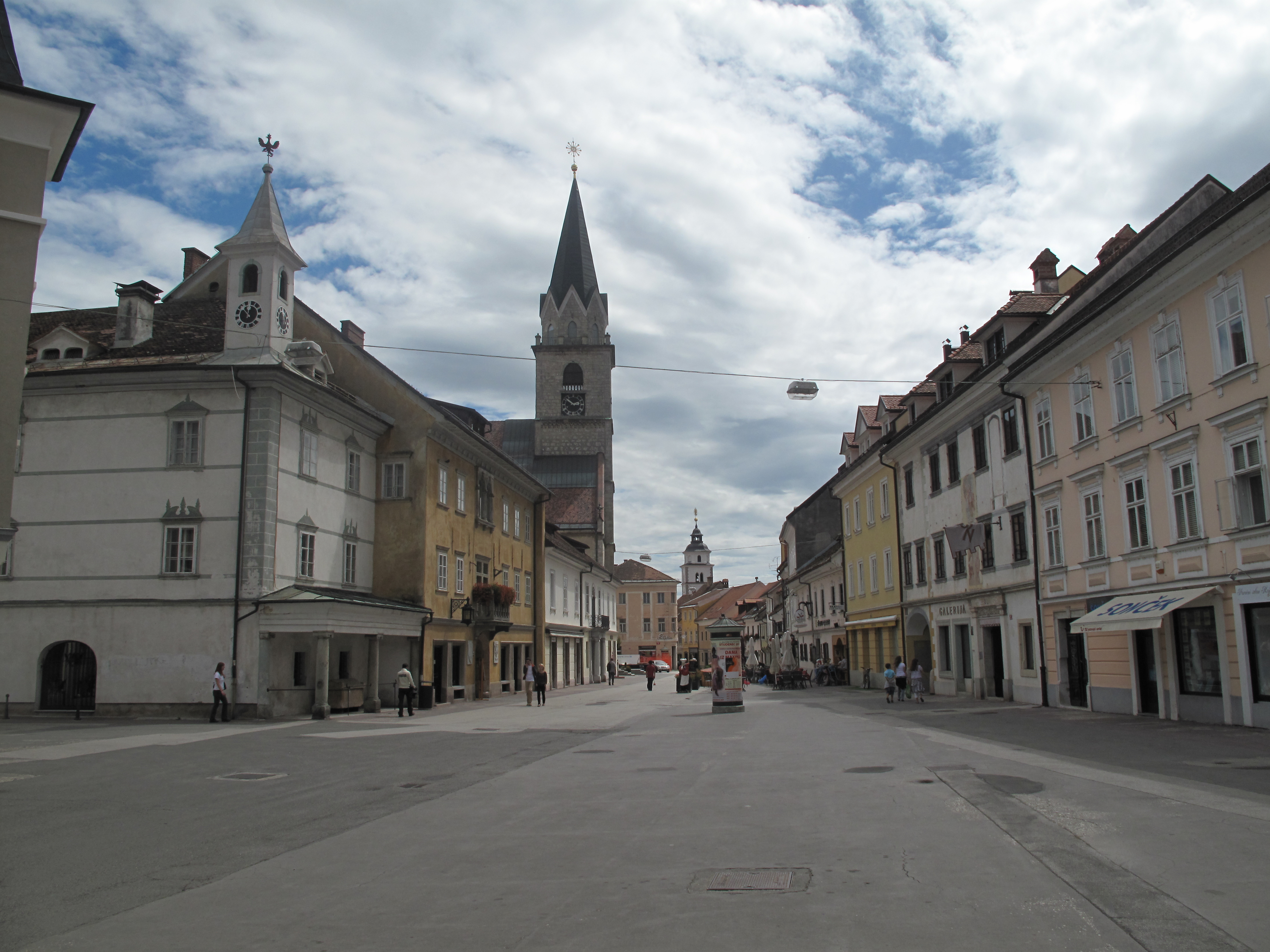
Huvudtorget i Kranjs gamla stad domineras av den gotiska domkyrkan St. Canzian från 1300-talet och rådhuset från 1500-talet.
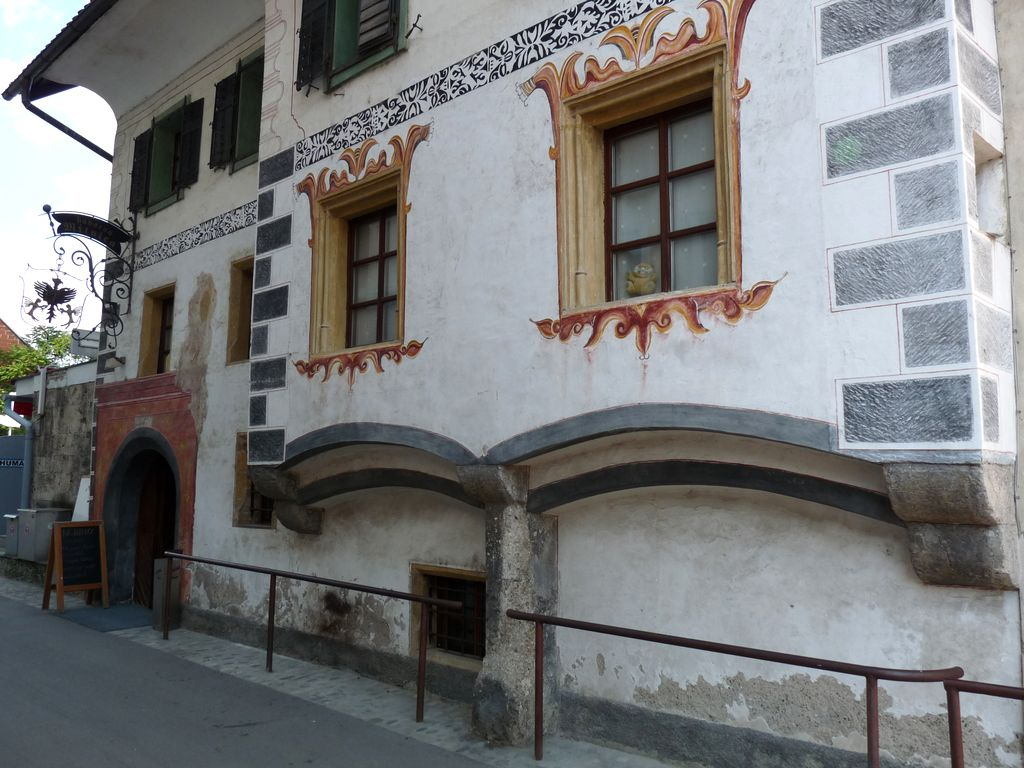
Värdshus från 1500-talet i Kranj.
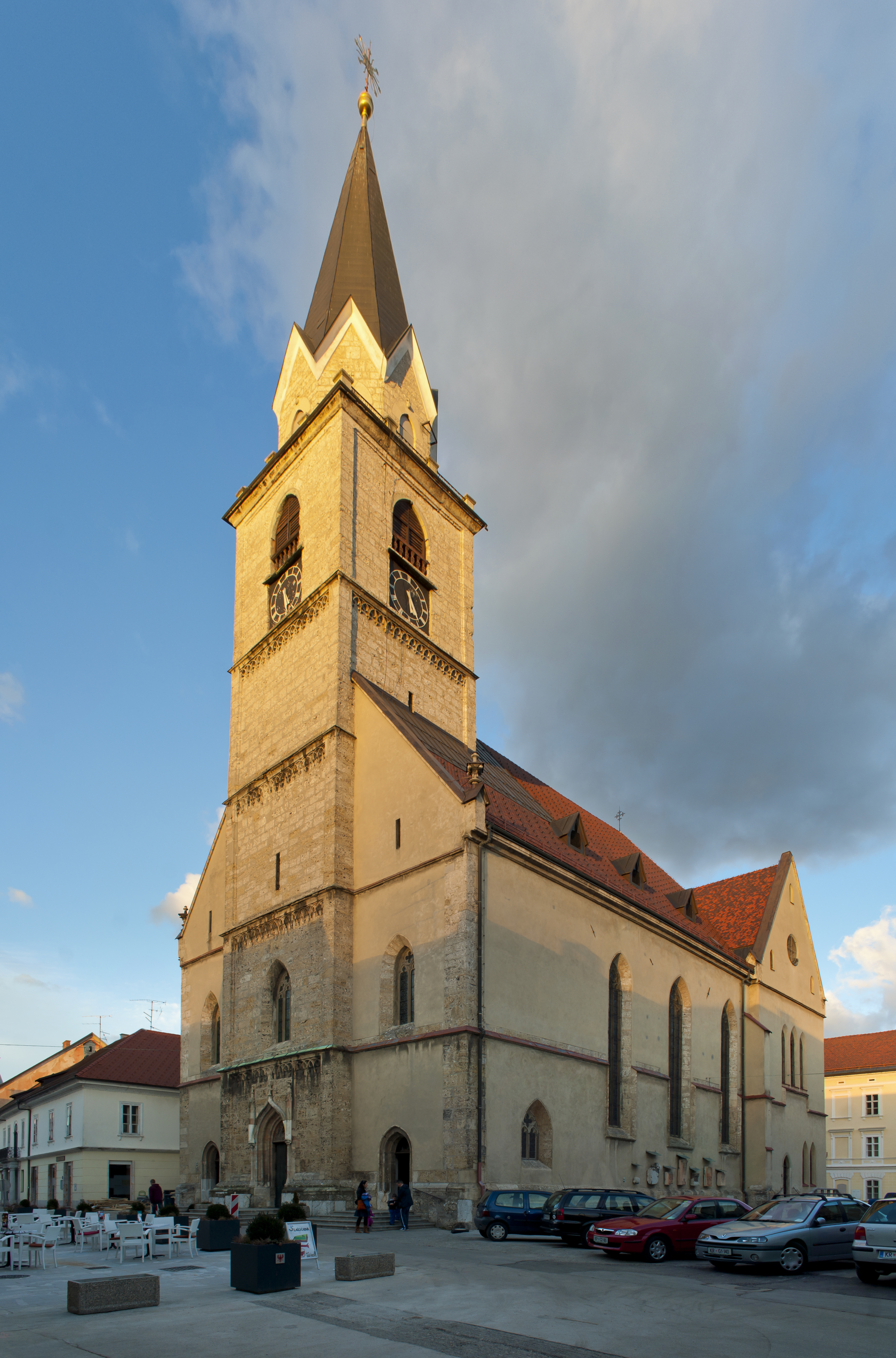
St. Canzian (1300-talet) står på platsen för en äldre kyrka. Strax intill kyrkan finns lämningarna av ett senantikt baptisterium, nu under gatuplanet.
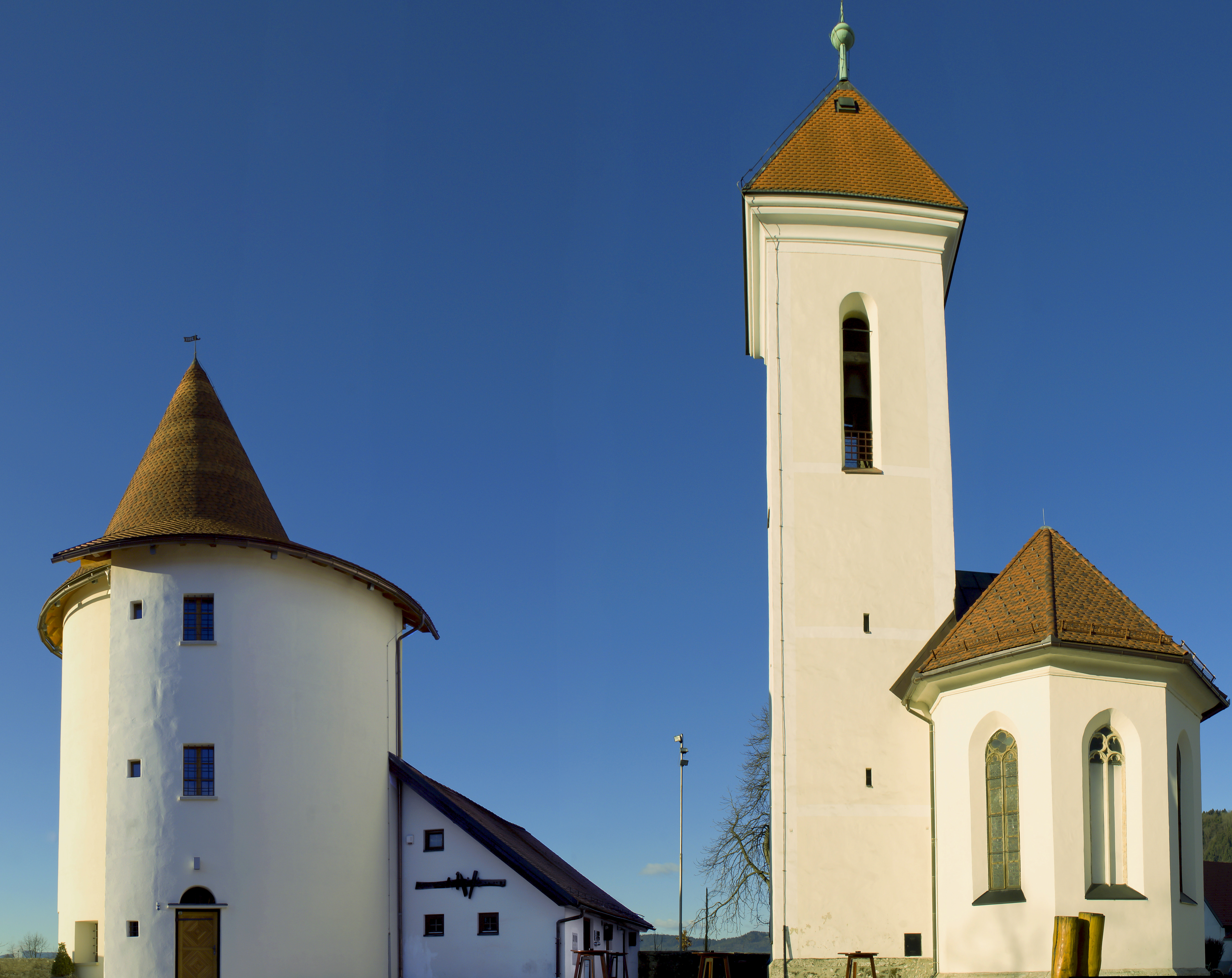
Medeltida bastion och kapellet St. Fabian, Sebastian och Rok i stadsdelen Pungert, längst ut på klippirens spets.
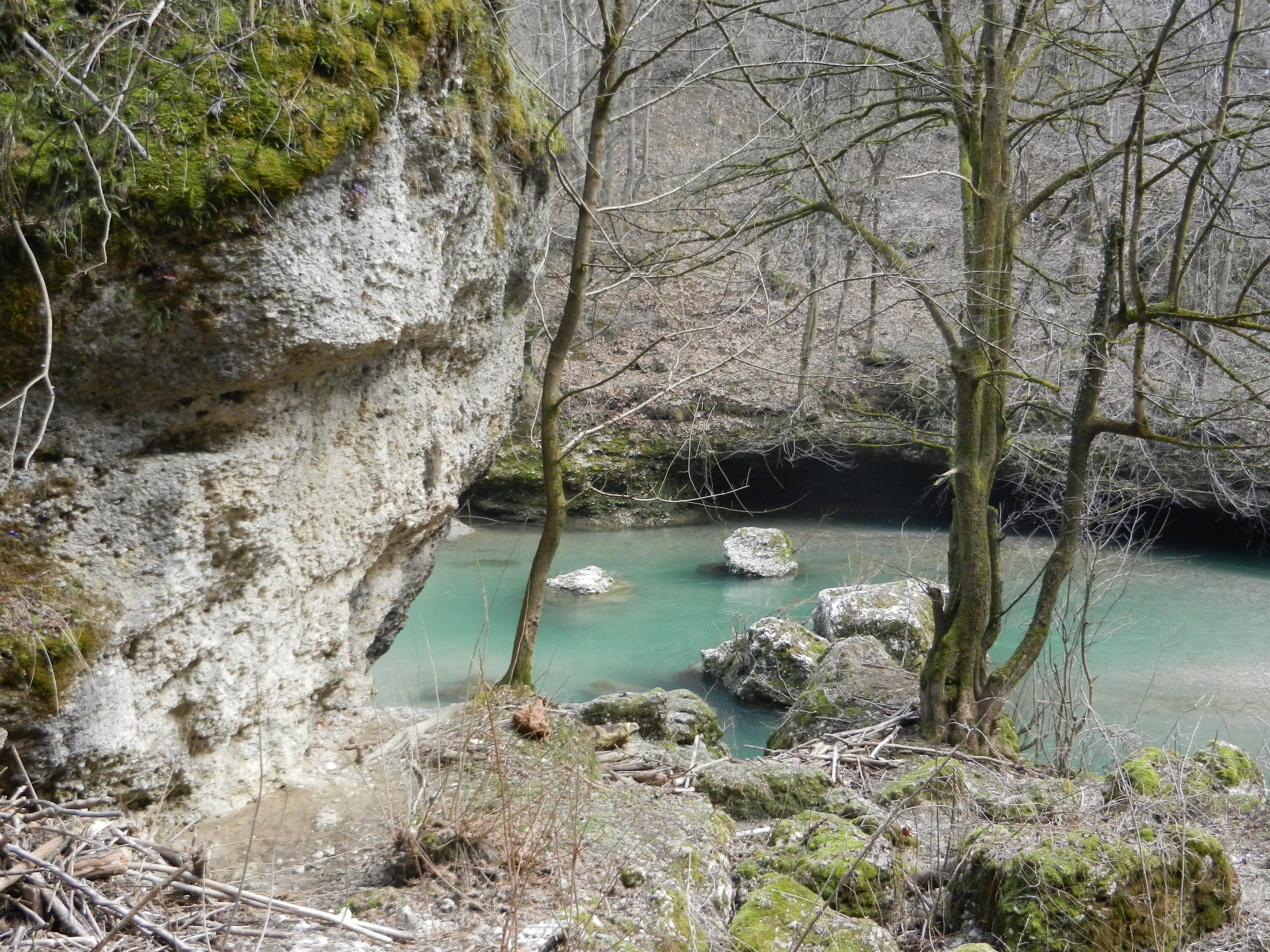
Floden Kokra har på nordsidan av staden grävt ut en canyon, numera med ett promenadstråk och naturstig i lövskogsgrönskan. Forsärla och strömstare är häckfåglar i canyonen.

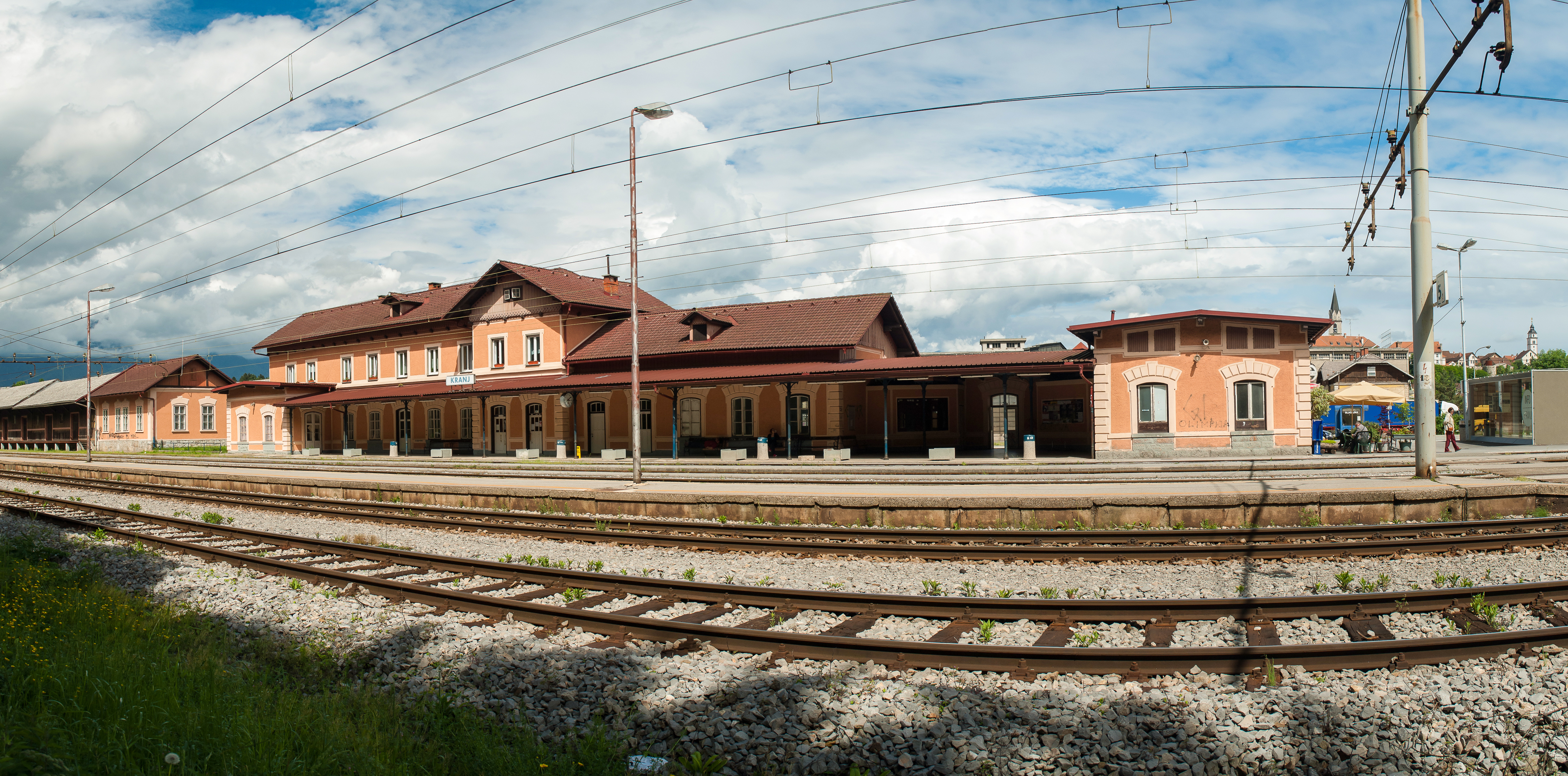
Järnvägsstationen i Kranj. Järnvägen kom 1870 till Kranj och med den industriell utveckling.

## Sport
- NK Triglav Kranj